# Walter Norden
Walter Carl Norden (* 2. Juni 1876 in Emden; † 11. Juli 1937 in Davos) war ein deutscher Historiker und Kommunalwissenschaftler. Er bemühte sich um die theoretische Fundierung der Verwaltungswissenschaft und um ihre Verankerung im universitären Lehrbetrieb. Dazu initiierte er 1928 die Gründung eines ersten „Kommunalwissenschaftlichen Instituts“ in Berlin.

## Leben und Wirken
Walter Norden, Sohn des Mediziners Carl Joseph Norden (1836–1903), studierte nach dem Abitur 1894 Geschichte, Nationalökonomie, Philosophie sowie Deutsche und Klassische Philologie in Bonn und Berlin. Er besuchte unter anderem bei Wilhelm Dilthey, Gustav v. Schmoller, Hans Delbrück, Max Lenz und Paul Scheffer-Boichorst Vorlesungen. Letzterer betreute Nordens Doktorarbeit über den Vierten Kreuzzug, mit der er 1898 promoviert wurde. Im Mai 1902 legte er zur Habilitation „Das Papsttum und das lateinische Kaiserreich von Konstantinopel“ vor, eine Arbeit, die später den zweiten Abschnitt seines Werkes „Das Papsttum und Byzanz“ bildete. Der Abschluss des Habilitationsverfahrens verzögerte sich, weil Norden auf Grund der thematischen Nähe von Dissertations- und Habilitationsschrift „Spezialistentum“ vorgeworfen wurde. Da er aber bereits sein Manuskript „Das Papsttum und Byzanz“, das einen viel größeren Zeitraum abdeckte, beinahe zur Publikationsreife gebracht hatte, wurde er 1903 habilitiert.
Norden lehrte zunächst als Privatdozent Mittelalterliche Geschichte. 1916 erhielt er den Titel Professor. Seit 1919 konzentrierte er sich auf die Gebiete der Staatsbürgerkunde und Kommunalwissenschaft. 1921 wurde er zum außerordentlichen Professor ernannt und 1922 beauftragt, Kommunalverwaltungslehre zu lehren. Am 22. August 1928 wurde auf Nordens Initiative hin an der Berliner Universität das „Kommunalwissenschaftliche Institut“ gegründet, um Juristen und Nationalökonomen für die Laufbahn des höheren Kommunalbeamten wissenschaftlich auszubilden. Das Institut bestand außer Norden als Direktor nur noch aus einem Assistenten, entwickelte aber bald eine rege Tätigkeit. Neben der wissenschaftlichen Lehre wurde eine Fachbibliothek aufgebaut und eine Schriftenreihe begründet. Norden ging es darum, die Verwaltungslehre von Wirtschafts- und Finanzwissenschaft, Statistik und Politikwissenschaft abzugrenzen und als eigene Wissenschaft zu begründen.
Wegen seiner jüdischen Herkunft wurde Norden nach dem „Gesetz zur Wiederherstellung des Berufsbeamtentums“ am 29. April 1933 mit sofortiger Wirkung beurlaubt. Am 23. November 1933 wurde er von seinem Lehrauftrag entbunden und als Direktor des „Kommunalwissenschaftlichen Instituts“ abgesetzt, das von Nordens Assistenten Kurt Jeserich übernommen wurde. Norden zog in die Schweiz, wo er im Beisein seines Bruders, des Klassischen Philologen Eduard Norden, 1937 starb.

## Schriften
- Der Vierte Kreuzzug im Rahmen der Beziehungen des Abendlandes zu Byzanz. B. Behr, Berlin 1898.
- Das Papsttum und Byzanz. Die Trennung der beiden Mächte und das Problem ihrer Wiedervereinigung bis zum Untergang des byzantinischen Reiches (1453). Behr, Berlin 1903; Franklin, New York 1958, DNB 575264500, OCLC 16749161.
- Prinzipien für die Darstellung der kirchlichen Unionsbestrebungen im Mittelalter. In: Historische Zeitschrift. 1909.
- Das Schlussproblem bei Widukind und Helmold. In: Neues Archiv der Gesellschaft für Ältere Deutsche Geschichtskunde zur Beförderung einer Gesamtausgabe der Quellenschriften deutscher Geschichten des Mittelalters. 1912, S. 791–799.
- Erzbischof Friedrich von Mainz und Otto der Große. Zur Entwicklung des deutschen Staatsgedankens in der Ottonenzeit. Ebering, Berlin 1912.
- Staats- und Verwaltungslehre als Grundwissenschaften der Staatsbürgerkunde. Ebering, Berlin 1919.
- Was bedeutet und wozu studiert man Verwaltungswissenschaft?, Heymann, Berlin 1933.
- mit Ernst Schellenberg: Der freiwillige Arbeitsdienst auf Grund der bisherigen Erfahrungen. Untersuchung auf Grund einer Erhebung des Kommunalwissenschaftlichen Instituts unter Berücksichtigung der Verordnung über den freiwilligen Arbeitsdienst vom 16. Juli 1932 und der neuesten Ausführungsbestimmungen. Vahlen, Berlin 1932.